# Kanton Pont-de-Veyle
Pont-de-Veyle is een voormalig kanton van het Franse departement Ain. Het kanton maakte deel uit van het arrondissement Bourg-en-Bresse. Het werd opgeheven bij decreet van 13 februari 2014, met uitwerking op 22 maart 2015. Alle gemeenten werden opgenomen in het nieuwe kanton Vonnas.

## Gemeenten
Het kanton Pont-de-Veyle omvatte de volgende gemeenten:
- Bey
- Cormoranche-sur-Saône
- Crottet
- Cruzilles-lès-Mépillat
- Grièges
- Laiz
- Perrex
- Pont-de-Veyle (hoofdplaats)
- Saint-André-d'Huiriat
- Saint-Cyr-sur-Menthon
- Saint-Genis-sur-Menthon
- Saint-Jean-sur-Veyle